# Kleinzerlang
Kleinzerlang ist ein Ortsteil der Stadt Rheinsberg und liegt im äußersten Norden von Brandenburg im Landkreis Ostprignitz-Ruppin. Zu diesem Ortsteil gehört auch die Siedlung Prebelow.

## Geografie
Der Ort liegt in der Großlandschaft Mecklenburgische Seenplatte, im Naturpark Stechlin-Ruppiner Land und ist eingebettet in das 48.200 ha große Landschaftsschutzgebiet Ruppiner Wald- und Seengebiet. Kleinzerlang liegt zwölf Kilometer von Rheinsberg entfernt.
Kleinzerlang liegt auf einer Halbinsel, zu 75 % umschlossen von eiszeitlich geprägten Seen und dem Hüttenkanal. Der Ort wird von einer bedeutenden Wasserstraßenkreuzung begrenzt. Mitten auf dem Kleinen Pälitzsee befindet sich der fiktive Null-Kilometer für die Rheinsberg-Zechliner Gewässer in südwestliche Richtung. Nach Nordwesten geht es weiter mit der Müritz-Havel-Wasserstraße bis Hamburg oder zur Nordsee. Nach Osten gelangt der Wasserwanderer über die Obere Havel-Wasserstraße bis Berlin/Potsdam und nach Nordosten zu den Havelquellseen.
Die Umgebung ist gekennzeichnet durch die typische Endmoränenlandschaft der Mecklenburgischen Seenplatte mit Mooren, Sanderflächen, Heideflächen und tiefe Kiefernwälder mit Buchen- oder Douglasienbeständen. Die Region ist durch Wander-, Reit- und Radwege erschlossen, unter anderem durch den Natur-Aktiv-Park Kleinzerlang.

## Ortsgeschichte

### Älteste Funde
Der Landstrich zwischen Großer Prebelowsee, Canower See und Großer Pälitzsee war bereits in der Jungsteinzeit (3000–1700 v. Chr.) besiedelt. Aus der anschließenden Bronzezeit (1700–600 v. Chr.) erzählen unter anderem Gefäßscherben von Siedlungen am Westufer des Pälitzsees. Danach war das Gebiet unbewohnt. Erst im 6. Jahrhundert n. Chr. wanderten Slawen ein und fanden gute Bedingungen für Ackerbau, Viehzucht und Fischfang.
Die Slawen waren auch die Namensgeber des Ortes, der erstmals als Luetcken Scharlanck erwähnt wurde. Schar bedeutet Graben, der durch eine Niederung (Lanke) fließt. Pestjahre, ständig wiederkehrende Raubritterplünderungen und Kriege waren der Grund, dass Ende des 15. Jahrhunderts Luetcken Scharlanck wie viele andere kleine, unbefestigte Orte verschwunden war.

### Neubesiedlung als Kolonistendorf
Kleinzerlang gehörte zeitweilig zum Ruppinschen Kreis, wurde jedoch vor 1799 an die Prignitz abgegeben. In einem Schreiben vom 6. Januar 1751 gab Friedrich II. seine Einwilligung zu dem Vorschlag, „was der Beamte Stropp zu Zechlin wegen Bebauung einer gewissen wüsten Feldmark, Kleinzerlang genannt, alleruntertänigst vorgestellt hat...“.
Und er befahl dem Generaldirektorium, „die Verfügung zu machen, dass die Sache mit demselben vermittels Errichtung eines förmlichen Contracts regulieret und zu Stande gebracht werden müsse“. Damit war von höchster Stelle die Weisung zur Anlage eines Dorfes erteilt, so dass der Brief als Gründungsurkunde Kleinzerlangs betrachtet wird.

### Bedeutung der  Wasserstraße
Mit dem Bau des Kanals und der Schleuse Wolfsbruch 1876/81 erhielt das Rheinsberger Seengebiet Anschluss an die Müritz-Havel-Wasserstraße. Dadurch konnte der Holzreichtum der Region besser vermarktet werden. Langholzflöße bestimmten jahrzehntelang das Bild auf dem Wasser.
Als der Unternehmer Rudolf Schneider 1902 einen mecklenburgischen Schlepper zum ersten Passagierdampfer der Rheinsberger Gewässer umgebaut hatte, kamen die ersten Sommerfrischler auch bis nach Kleinzerlang. Die Lage am Wasser mit Zugang zur mecklenburgischen Seenlandschaft und die ausgedehnten Wälder der Umgebung zogen zunehmend Erholungssuchende in dieses Dorf. Der 1903 neu erbaute Saal des Gastwirts Volkmann (heute „Büdnerhaus“) wurde ein beliebtes Ausflugsziel.

### Kleinzerlanger Wasserdiebe
Mit der Fertigstellung des Hüttenkanals und der Schleuse Wolfsbruch im Jahr 1876 begann ein fast zwanzigjähriger Streit zwischen Mecklenburger Seeanliegern und dem Brandenburger Schleusenwärter. So fürchteten die Nachbarn im Norden, dass durch das häufige Hinunterschleusen nach Rheinsberg im 50 bis 70 Zentimeter höher gelegenen See das Wasser für den Mühlenbetrieb oder die Flößer und Fischer knapp werden würde.
Auf Landesregierungsebene einigte man sich zunächst gütlich. Ein Schöpfwerk wurde an der Schleuse erbaut, um ein großes Vorratsbassin ständig mit eigenem Wasser unterhalb des Kanals zu befüllen. Dem Schleusenmeister war das allerdings zu aufwändig. Sah er einen Lastkahn nahen, klemmte sich ganz zufällig ein armdicker Knüppel zwischen die Schleusentore, der Trog füllte sich mit dem „ausländischen“ Wasser. Mecklenburgische Feldjäger bemerkten diesen Vorgang des Wasserdiebstahls und es gab wiederholt Anzeigen. Der Streit konnte erst beigelegt werden, als einem Landvermesser auffiel, dass bei Wittstock/Dosse ein brandenburgischer Bach bis zur mecklenburgischen Müritz fließt. Das war der natürliche Ausweg, die Nachbarn erhielten ihr Ausgleichswasser! Vom komplizierten Pumpwerk an der Schleuse Wolfsbruch ist heute noch eine große quadratische Bodensenke zu sehen.

### Eingemeindung
Am 26. Oktober 2003 wurde Kleinzerlang nach Rheinsberg eingemeindet.

## Bau- und Naturdenkmale

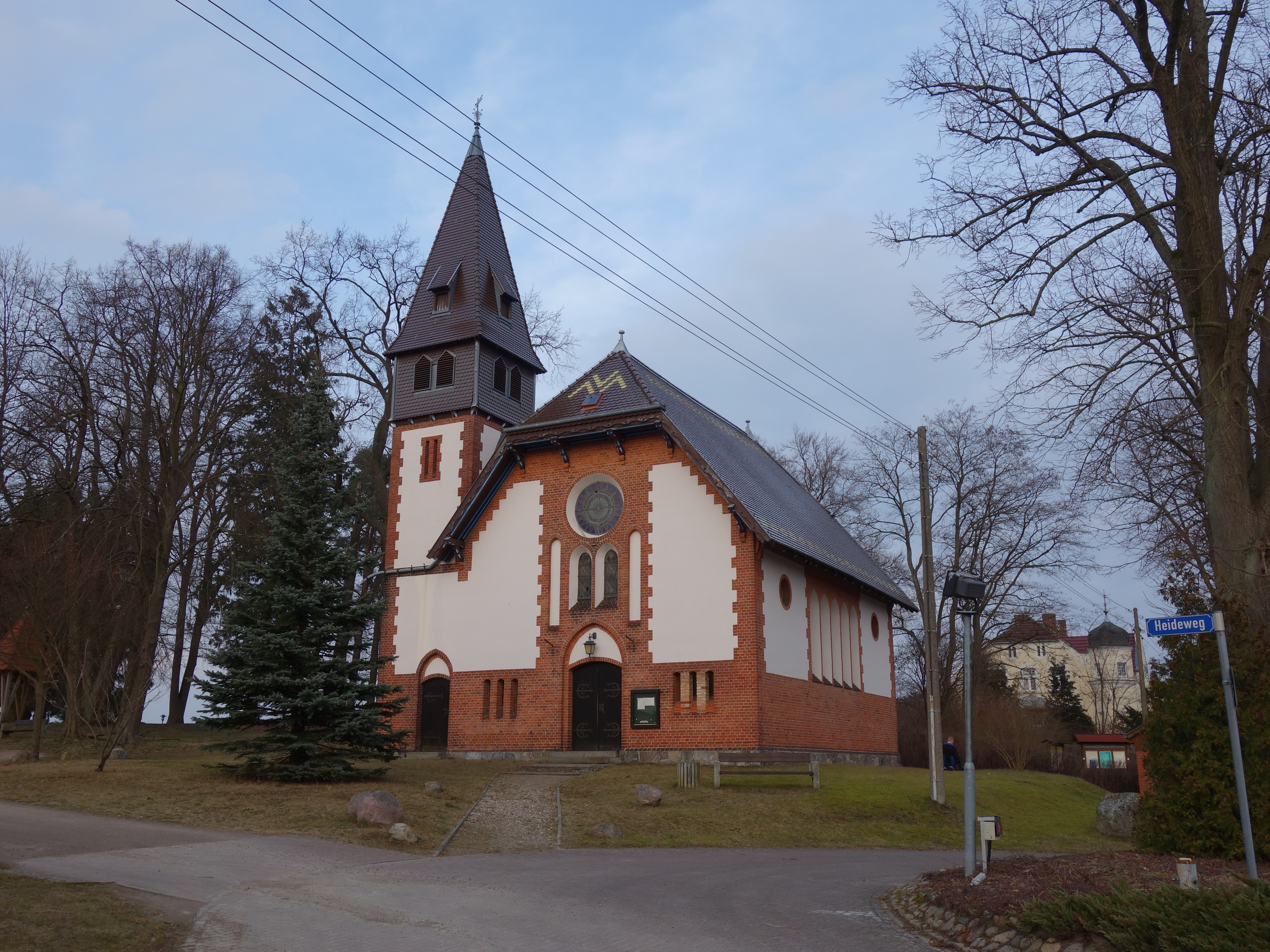
Dorfkirche Kleinzerlang

Die Dorfkirche Kleinzerlang wurde 1895/96 nach einem Entwurf von Ludwig von Tiedemann erbaut und 1993 mit einem neuen Dach versehen.
Vor der Kirche steht eine mit einer Gedenktafel versehene Eiche, der älteste Baum des Dorfes. Gepflanzt wurde sie 1813 anlässlich der Völkerschlacht bei Leipzig. Die mächtige „Friedenseiche“ am Abzweig Heideweg ist als Naturdenkmal mit der „Eule“ gekennzeichnet.
Das Ortsbild wird geprägt von der historischen Anlage der Bauernhöfe aus der Zeit der Neubesiedlung 1752 südlich der Dorfstraße und den Grundstücken der Büdner nördlich davon. Seit den Gründerjahren unterbrechen drei städtisch geprägte Villen die Höhe der Büdner- und Bauernkaten, errichtet von der Fabrikantenfamilie Behnfeldt. Beide Bauformen charakterisieren wichtige historische Entwicklungsstufen in der Geschichte des Dorfes.
Als technisches Denkmal gilt die Schleuse Wolfsbruch (Baubeginn 1876), erbaut nach dem traditionellen Finowkahnmaß.
Die alte Allee entlang der Dorfstraße erstreckt sich von der Schleuse bis zum Pälitzseeufer mit Strandbad.

## Wirtschaft und Infrastruktur

### Staatlich anerkannter Erholungsort
Am 23. Juli 2004 erhielt das Dorf den Titel „Staatlich anerkannter Erholungsort“ als Erweiterung dieses Titels der Kernstadt Rheinsberg verliehen. Der Ort wird nicht gesondert in der Zählung des Landes Brandenburg gewertet.

### Baden
Kleinzerlang besitzt ein Naturstrandbad am Kleinen Pälitzsee mit ca. 1,5 ha großer Liege- und Spielwiese.

### Laufpark
Neben der Schleuse Wolfsbruch und der Zufahrt zur Marina Wolfsbruch beginnt der „Natur-Aktiv-Park Kleinzerlang“ mit derzeit zwei ausgewiesenen Strecken für Läufer, Wanderer und Nordic-Walker. Die Strecken sind etwa 4,5 km und 5,5 km lang und führen über Wald und Feldwege auf leicht hügeligem Gelände.
Die Strecken sind in den Laufpark Stechlin integriert.

### Touristische Infrastruktur
- Precise Resort Marina Wolfsbruch: Hotel, Ferienhäuser und Yachthafen